# Vituskapelle (Elspe)

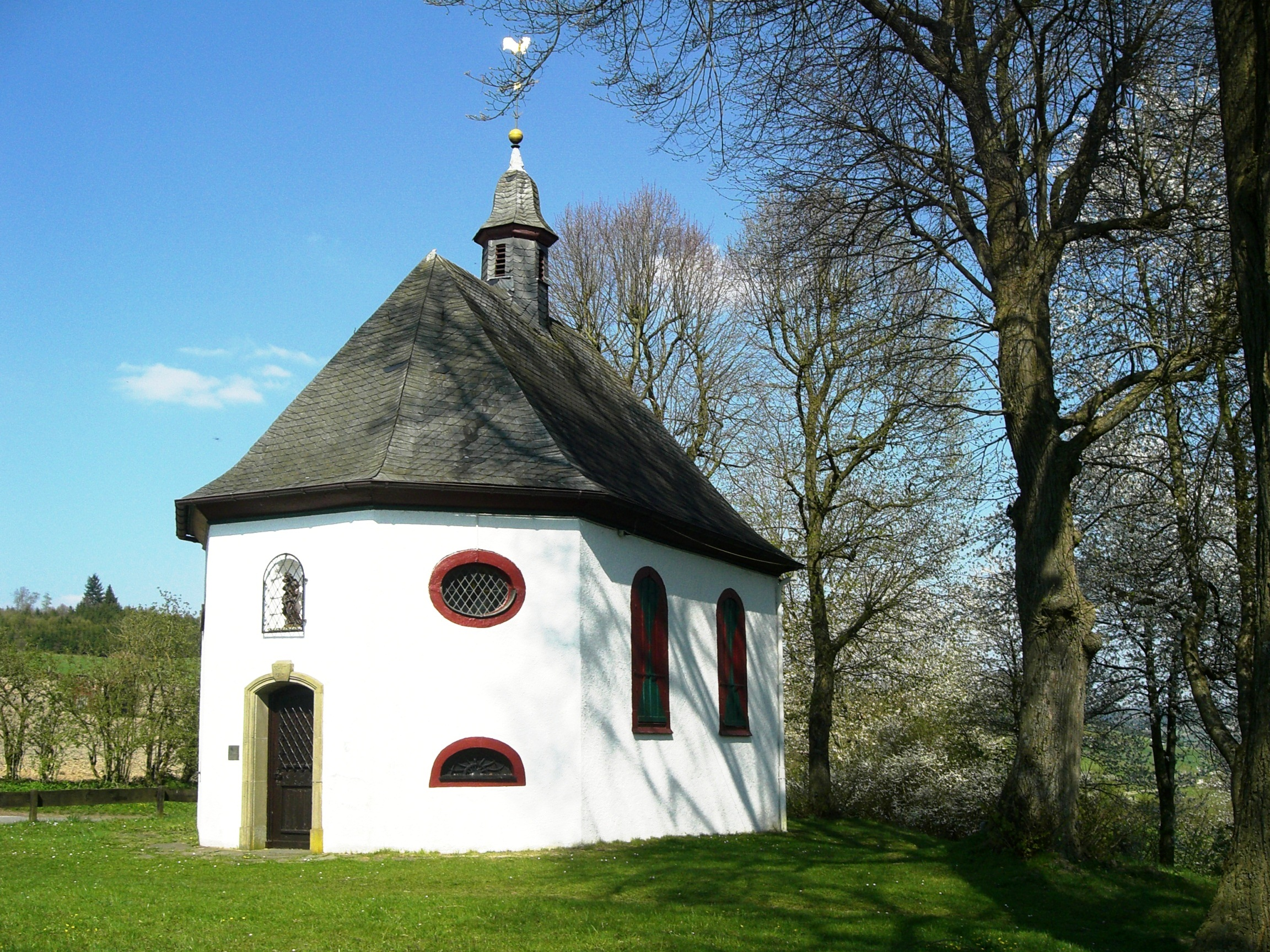
Vituskapelle Elspe, 2011

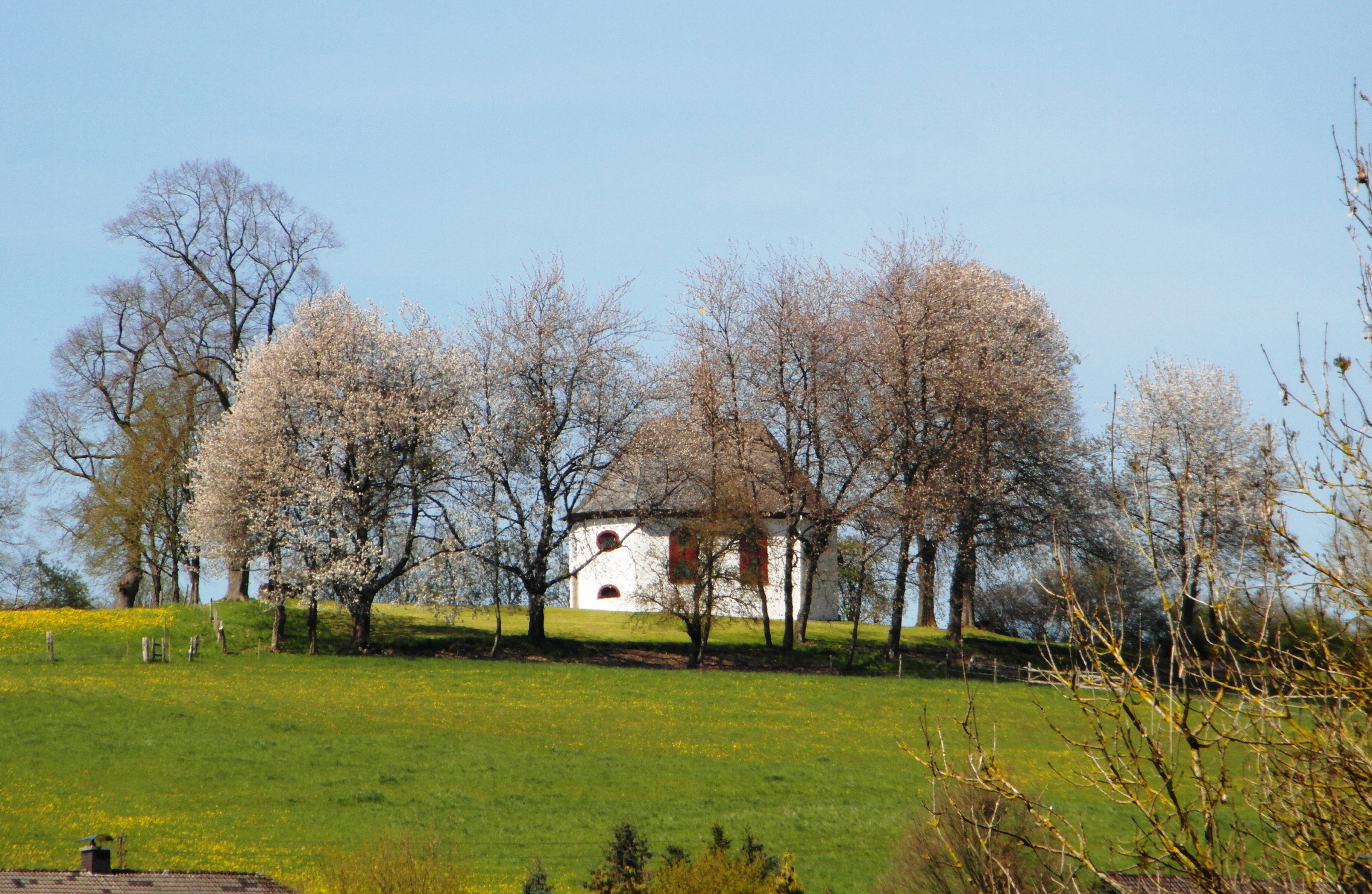
Vituskapelle aus Sicht der Humpolle, 2016

Die Vituskapelle nördlich von Elspe steht auf einer kleinen Anhöhe gegenüber dem Weilenscheid. Sie wurde im Jahr 1731 errichtet. Es ist möglich, dass vor dem heutigen Bau schon ein Heiligtum an dieser Stelle vorhanden war.
Bei der Kapelle handelt es sich um einen verputzten Bruchsteinbau mit Schieferdach und Dachreiter sowie rundbogigen und ovalen Fenstern. Sie ist räumlich geprägt durch einen kleinen barocken Saal über einem gestreckten Oktogon (Achteck). Der Altar mit Säulenretabel stammt aus der Mitte des 18. Jahrhunderts.
Am 1. November 1973 wurde bekannt, dass die Vituskapelle aufgebrochen wurde.
Folgende Figuren sind gestohlen worden:
1. St. Vitus, 120 cm hoch, Holz,
2. St. Johannes Nepomuk, 105 cm hoch, Holz,
3. St. Antonius von Padua, 105 cm, hoch, Holz,
4. St. Rochus, 90 cm hoch, Holz,
5. St. Sebastian, 90 cm hoch, Holz,
6. zwei Putten, aus der Befestigung des Altares gerissen, Höhe unbekannt, Holz.

In einer Sturmnacht vom 3. auf den 4. Februar 1990 fiel eine der hohen, mächtigen und alten Linden, welche die Vituskapelle seit jeher umkränzt haben. Sie riss beim Umstürzen eine der jüngeren Linden mit sich. Ein weiterer, in der Nähe der Kapellentür stehender Baum wurde der Länge nach gespalten und anschließend gefällt, da er auf das Dach der Kapelle zu stürzen drohte. Da die alte Linde im Inneren schon hohl war und nach der Ostseite einen breiten, offenen Schlitz hatte, war sie vor Jahrzehnten vorsorglich ausgemauert worden, eine Maßnahme, die ihren Einsturz bei dem Unwetter im Jahr 1990 nicht verhindern konnte. 
Die Vituskapelle ist seit dem 18. Juli 1988 in die Denkmalliste der Stadt Lennestadt, Teil A, Nr. 23, eingetragen.